# 増原惠吉

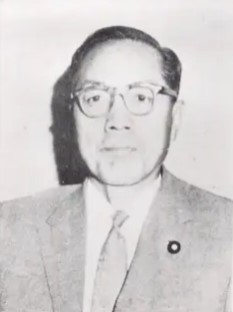
増原惠吉

増原 惠吉（ますはら けいきち、1903年（明治36年）1月13日 - 1985年（昭和60年）10月11日）は、日本の内務及び防衛官僚、政治家。香川県知事（官選第37代、公選初代）、参議院議員（4期、自由民主党）、行政管理庁長官（第25-26代）、北海道開発庁長官（第23-24代）、防衛庁長官（第26・29-30代）。

## 経歴
愛媛県北宇和郡宇和島町（現宇和島市）で増原定蔵の次男として生まれる。
宇和島中学校、第一高等学校を経て1928年（昭和3年）東京帝国大学法学部政治学科を卒業。高等試験に合格して内務省に入省。京都属。
和歌山県保安課長、特高課長、北海道庁警視保安課長、兵庫県警務課長、山形県警務部長など警察畑を歩いたのち1946年（昭和21年）6月、香川県知事に就任した。官選知事として終戦後混乱期の処理と昭和南海地震の復旧にあたり1947年（昭和22年）4月最初の公選知事に当選、香川大学の設置などに尽力した。
吉田茂首相に請われ1950年（昭和25年）に知事を辞職して警察予備隊本部長官に就任。1952年（昭和27年）に保安庁次長、1954年（昭和29年）に防衛庁次長になった。
1957年（昭和32年）6月、香川地方区から参議院議員補欠選挙に初当選。1959年（昭和34年）の参院選からは愛媛地方区に移った。香川補選から数えて連続当選4回、1977年（昭和52年）まで国会議員を20年間務めた。
行政管理庁長官、北海道開発庁長官、防衛庁長官などを歴任した。第3次佐藤改造内閣で防衛庁長官に就任したが、全日空機雫石衝突事故で1ヶ月足らずで辞任した。第1次田中内閣で再び就任し第2次田中内閣で留任するも、増原内奏問題により再度辞任に追い込まれた。 
1985年（昭和60年）10月11日死去、82歳。死没日をもって正五位から正三位に叙される。

## 人物像
趣味は謡、野球、相撲。宗教は仏教。愛媛県宇和島市在籍。住所は東京都渋谷区千駄ヶ谷。
長女は丸井グループ名誉会長青井忠雄に、三女は元国鉄スワローズ選手の佐々木重徳に嫁いだ。また三女は酒井佑子の名で歌人としても知られる。

## 家族・親族

### 増原家
（愛媛県宇和島市、東京都渋谷区千駄ヶ谷）
- 父・定蔵[3]
- 母・初（増原米造長女[6]）
- 妻・睦子（1912年4月17日生 - 酒井宗太郎長女[6]）
- 長女・紀子（1934年生 - [6]）
- 二女・瑠璃子(1935年 - ）[6]
- 三女・靖子（1936年 - 、酒井佑子[6]）
- 長男・達[6](1939年2月 －）
- 二男・恢[6](1941年6月 - ）
- 三男・昭平[6](1943年 - ）
- 四女・迪子[6]（1947年 -）

## 栄典
- 1977年（昭和52年） - 勲一等旭日大綬章（勲四等からの昇叙）[1][7]
- 1985年（昭和60年） - 正三位